# Symbiose (psychanalyse)
Pour les articles homonymes, voir Symbiose (homonymie).

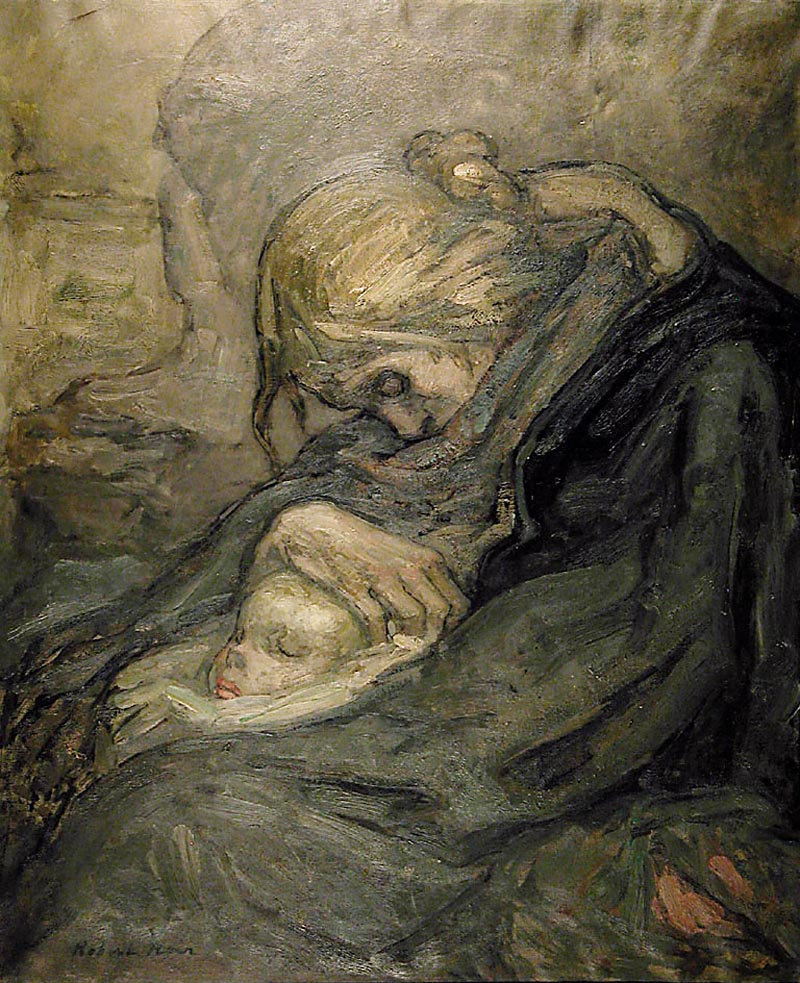
La symbiose peut désigner, entre autres, une relation symbiotique parent-enfant pathologique qui ne sert plus le développement de l'autonomie de l'enfant mais au contraire, apprend à l'enfant à réprimer ses propres pulsions d'autonomie.

La symbiose (du grec syn/sym, ensemble ; bios, vie), en psychologie et psychanalyse, décrit certaines formes de dépendance chez l'humain. Le terme de symbiose vient à l'origine de la biologie et décrit ici des formes évolutives de coexistence fonctionnelle d'individus étrangers pour un bénéfice mutuel.
Appliqué aux relations humaines, ce terme a généralement une connotation négative si la « réussite de la vie » se mesure au degré d'indépendance atteint et à l'individuation. Les relations symbiotiques sont donc considérées comme des formes de développement négatives, inhibitrices du développement voire carrément nuisibles, dans lesquelles l'acquisition de l'indépendance et de la maturité adultes sont compromises.

## Historique

### Erich Fromm
Erich Fromm a introduit le terme dans le domaine de la  psychanalyse pour décrire un modèle de relation humaine préjudiciable. Il définit la symbiose psychologique comme « l'union d'un individu avec un autre individu (ou avec tout autre pouvoir extérieur à son propre moi) de telle manière que chacun perd l'intégrité de son moi et que tous deux deviennent totalement dépendants de l'autre » (The Escape from Freedom, 1941). La symbiose est l'intention commune d'attitudes apparemment opposées et peut donc être distinguée de l'attitude qui vise purement à la destruction de l'autre.
L'« union symbiotique » (The Art of Loving, 1956) est une forme régressive d'unité, qui a pour modèle la relation de la mère enceinte à son fœtus. Cette relation originale cherche à rétablir la forme symbiotique de l'amour en faisant intégrer le partenaire passif-masochiste par un autre actif-sadiste qui « le guide, le dirige et le protège ». Une dépendance mutuelle se développe, ce qui conduit à une polarisation des rôles dans les relations. Les deux parties aspirent à une « union sans intégrité » : « La seule différence est que le sadique commande, exploite, blesse et humilie l'autre, tandis que le masochiste se laisse commander, exploiter, blesser et humilier ».
Dans « L'âme de l'homme » (EA 1964), Fromm distingue la « symbiose incestueuse » des formes bénignes de liens maternels, dont Freud avait mal jugé la nature au service de sa théorie de la libido. Ce lien est « pré-œdipien » et non l'expression d'une fixation sexuelle, comme le prétend l'enseignement psychanalytique. La sexualisation de cet attachement, qui apparaît comme une expression classique du complexe d'Œdipe, sert en fait à éviter une régression plus profonde vers le désir d'attachement initial et la peur destructrice de perdre l'attachement. Dans sa forme extrême, la symbiose incestueuse, avec la nécrophilie et le narcissisme, est une composante typique du « syndrome de décomposition », dont il trouve l'exemple concis dans la personnalité d'Adolf Hitler.

### Sigrid Chamberlain
Sigrid Chamberlain voit une base historique pour la formation de modèles de relations symbiotiques dans le refus de la mère de s'engager, comme le recommande la pédagogie nationale-socialiste, qui rend impossible l'apprentissage de la relation : « Un tel enfant [...] grandit avec un désir profond et toujours inassouvi de connexion, ce qu'il n'a jamais connu. Ce désir toujours virulent de quelque chose d'inconnu le rend susceptible de relations de servitude et d'enchevêtrements symbiotiques ». En même temps et en contradiction avec le concept psychanalytique du « caractère autoritaire », la base réelle du caractère fasciste et le désir d'une figure dirigeante écrasante à l'âge adulte sont ainsi révélés. Sur la toile de fond des idées de la théorie des liens, de telles tendances symbiotiques s'avèrent être des artefacts idéologiques d'une relation mère-enfant malavisée et non naturelle, telles qu'elles ont été diffusées et transmises, par exemple, par les guides pédagogiques de Johanna Haarer.

## Relation
Le terme symbiose caractérise toujours une relation indifférenciée entre deux personnes, généralement, l'enfant et sa mère. Vue comme nécessaire lors des tout débuts de la vie, elle devient « pathologique » si elle perdure ou si elle se manifeste comme dominante dans d'autres relations.

### Chez l'adulte
Il y a symbiose dans les relations entre adultes lorsqu'un ou les deux partenaires sont pathologiquement dépendants. Dans ce cas, la dépendance de la petite enfance à l'égard de la mère n'a pas été dissoute dans un processus de développement sain, mais continue d'exister ou est transférée au partenaire ou à d'autres personnes. Cette transmission peut se manifester sous la forme d'un trouble de la personnalité limite, d'une co-dépendance ou d'un asservissement.
Franz Ruppert fait la distinction entre « symbiose constructive » et « symbiose destructrice ». Les symbioses constructives sont considérées comme un phénomène quotidien dans les relations entre adultes en bonne santé. Un « traumatisme de symbiose » (Ruppert) se produit lorsqu'une mère traumatisée n'est pas en mesure de répondre aux besoins symbiotiques de son enfant et qu'à la place, l'expérience traumatisée est transmise à l'enfant.

### Relation mère-enfant
La symbiose désigne une relation symbiotique mère-enfant qui ne sert pas le développement de l'autonomie de l'enfant. Au contraire, l'enfant apprend à réprimer ses propres pulsions d'autonomie - interdiction internalisée de l'autonomie.  

#### Placement des enfants
Chaque année des dizaines d'enfants sont retirés à leur mère en raison d'une relation mère-enfant trop étroite. C'est le cas en Allemagne pour de jeunes mères élevant seules leur enfant,. Ces placements d'enfants contre la volonté des mères sont critiqués. Selon le pédopsychiatre Michael Schulte-Markwort dans une interview au FOCUS Online : « Une relation symbiotique émane généralement des parents qui ne peuvent pas supporter que leur enfant devienne plus autonome. Mais il y a aussi des enfants très anxieux, parfois dès le début, qui établissent un contact très étroit avec leurs parents ». Qu'une relation mère-enfant soit simplement étroite ou déjà symbiotique est une énorme différence. Le pédopsychiatre souligne : « Vous trouverez rarement une relation vraiment symbiotique ».
La séparation des enfants peut entraîner des conséquences négatives importantes : Changements de caractère, comportement agressif, troubles alimentaires, voire menaces de suicide. Les enfants en subissent des dommages considérables.

#### Conséquences possibles sur l'enfant
La conséquence possible d'une relation symbiotique entre la mère et l'enfant est que l'enfant ne se développe pas de manière autonome, qu'il développe une anxiété de séparation considérable, ne puisse plus aller à l'école, veuille rester complètement à la maison, parfois pour la vie. Une relation trop étroite entrave le développement de l'enfant.

## Auteurs
Les auteurs les plus connus qui ont théorisé la symbiose sont Margaret Mahler, puis Harold Searles et José Bleger.